# Voyelle cardinale
Pour les articles homonymes, voir Cardinal.
 (décembre 2024).
Si vous disposez d'ouvrages ou d'articles de référence ou si vous connaissez des sites web de qualité traitant du thème abordé ici, merci de compléter l'article en donnant les références utiles à sa vérifiabilité et en les liant à la section « Notes et références ».
Les voyelles cardinales sont un ensemble de voyelles de références parfois utilisées en phonétique pour situer les voyelles d'une langue les unes par rapport aux autres et par rapport à un repère international.
Le schéma ci-contre situe les voyelles d'une langue. Les voyelles cardinales sont celles aux extrémités : [i], [u], [a] et [ɒ].